# ABC del comunismo
L'ABC del comunismo. Spiegazione popolare del programma del Partito Comunista Russo Bolscevico (in russo Азбука коммунизма. Популярное объяснение программы российской коммунистической партии большевиков?, Azbuka kommunizma. Populjarnoe ob'jasnenie programmy rossijskoj kommunističeskoj partii bol'ševikov) è un libro scritto nel 1919 da Nikolaj Bucharin ed Evgenij Preobraženskij e pubblicato nel 1920, durante la guerra civile russa (1918-1923). Il testo, scritto in un linguaggio semplice affinché fosse facilmente accessibile, intendeva convincere il proletariato russo a sostenere i bolscevichi. Proponendosi di rappresentare «il manuale elementare del sapere comunista», fu inoltre destinato alle scuole di partito per la formazione ideologica. Divenne altresì la più nota e la più ampiamente diffusa di tutte le esposizioni pre-staliniste del bolscevismo e l'opera politica più letta nella Russia sovietica.
Quale testo fondamentale dell'Internazionale Comunista, fu incluso nella collana Biblioteca dell'Internazionale Comunista, tradotto in numerose lingue e distribuito in gran parte del mondo attraverso le case editrici delle sezioni nazionali dell'organizzazione.
La co-autorialità di Preobraženskij divenne progressivamente «semi-dimenticata» e l'ABC divenne presto indissolubilmente associato a Bucharin, diffondendo la sua fama e dando origine alla sua reputazione.

## Contesto
Nella Rivoluzione d'ottobre, parte della Rivoluzione russa, si verificò un'insurrezione armata, tradizionalmente datata al 25 ottobre 1917 del calendario giuliano (7 novembre 1917 del calendario gregoriano). Fu la seconda fase della complessiva Rivoluzione russa del 1917, dopo la Rivoluzione di febbraio dello stesso anno. La Rivoluzione d'ottobre rovesciò il governo provvisorio russo e diede il potere ai Soviet dominati dai bolscevichi. Fu seguita dalla guerra civile russa (1918-1923) e dalla creazione dell'Unione Sovietica nel 1922.
La rivoluzione fu guidata dai bolscevichi, le cui forze armate iniziarono la presa degli edifici governativi il 24 ottobre; tuttavia il 25 ottobre del calendario giuliano fu la data in cui fu catturato il Palazzo d'Inverno (la sede del Governo Provvisorio situato a Pietrogrado, l'allora capitale della Russia).

## Struttura
L'ABC del comunismo fu scritto allo scopo di fornire un quadro generale facilmente comprensibile della dottrina comunista. Complessivamente, i contenuti dell'opera sono organizzati secondo il seguente indice:
PRIMA PARTE: Teoria. Crescita e decadimento del capitalismo
- Introduzione. Il nostro programma
- Capitolo Uno. L'ordinamento sociale capitalista
- Capitolo Due. Lo sviluppo dell'ordinamento sociale capitalista
- Capitolo Tre. Comunismo e dittatura del proletariato
- Capitolo Quattro. Come lo sviluppo del capitalismo conduce alla rivoluzione comunista (Imperialismo, la guerra, e il collasso del capitalismo)
- Capitolo Cinque. La seconda e la terza Internazionale

SECONDA PARTE: Pratica. La dittatura del proletariato e l'edificazione del comunismo
- Introduzione. Le condizioni dell'attività comunista in Russia
- Capitolo Sei. Il potere sovietico
- Capitolo Sette. Il comunismo e il problema della nazionalità
- Capitolo Otto. Il programma dei comunisti in relazione all'organizzazione dell'esercito
- Capitolo Nove. Giustizia proletaria
- Capitolo Dieci. Comunismo e educazione
- Capitolo Undici. Comunismo e religione
- Capitolo Dodici. L'organizzazione dell'industria
- Capitolo Tredici. L'organizzazione dell'agricoltura
- Capitolo Quattordici. L'organizzazione della distribuzione
- Capitolo Quindici. L'organizzazione delle banche e della circolazione monetaria
- Capitolo Sedici. Finanza nello Stato proletario
- Capitolo Diciassette. Il problema dell'alloggio
- Capitolo Diciotto. Protezione del lavoro e lavoro di previdenza sociale
- Capitolo Diciannove. Igiene pubblica

Programma del Partito Comunista Russo (Bolscevico)

## Edizioni
- (RU) Н. Бухарин [N. Bucharin] e Е. Преображенский [E. Preobraženskij], Азбука коммунизма [ABC del Comunismo], Петербург [Pietroburgo], Государственное издательство [Casa editrice statale], 1920.
- N. Bucharin e E. Preobragenski, L'ABC del comunismo, collana Biblioteca dell'Internazionale comunista, Roma, Libreria editrice del Partito comunista d'Italia, 1921.
- R. Bucarin e E. Preobrascensky, L'ABC del comunismo, traduzione di G. Sanna, Milano, Avanti!, 1921.
- (DE) N. Bucharin e E. Preobraschensky, Das ABC des Kommunismus, collana Bibliothek der Kommunistischen Internationale, Hamburg, Verlag der Kommunistischen Internationale, 1921.
- (EN) N. Bucharin e E. Preobraschensky, A. B. C. of Communism (PDF), traduzione di P. Lavin, Detroit, Mich., The Marxian Educational Society, 1921.
- (EN) N. Buharin e E. Preobrazhensky, The ABC of Communism (PDF), traduzione di Eden e Cedar Paul, The Communist Party of Great Britain, 1922. URL consultato il 21 febbraio 2025 (archiviato dall'url originale il 5 febbraio 2025).
- N. Bucharin e E. Preobragenski, ABC del comunismo, Milano, Edizioni Prometeo, 1948.
- Nicolai Bukharin, L'ABC del comunismo, traduzione di Luciana Moreschi Misul, Milano, SugarCo, 1963.
- N. Bucharin e E. Preobraženskij, L'ABC del comunismo, collana reprint, Roma, Samonà e Savelli, 1971.
- Bucharin e Preobraženskij, ABC del Comunismo. Prima edizione italiana integrale, collana Ideologie, traduzione di Enrico e Sergio Scalia, Roma, Del Bosco Edizioni, 1973.
- Bucharin e Preobraženskij, abc del comunismo, collana paperbacks marxisti, traduzione di Enrico e Sergio Scalia, introduzione di Luciano Gruppi, Roma, Newton Compton Editori, 1975.
- N. Bucharin, L'ABC del comunismo, ciclostilato a cura del Centro K. Marx, 1979.
- Nikolaj Bucharin e Evgenij Preobrazenskij, ABC del comunismo, Milano, Pgreco, 2020, ISBN 978-8868023065.
- (PT) Bukharin e Preobrazhensky, O ABC do Comunismo. Edição integral (PDF), traduzione di Elita de Medeiros, Edição da tradutora, 2022, ISBN 978-65-00-44038-6. URL consultato il 21 febbraio 2025 (archiviato dall'url originale il 17 febbraio 2025).